# Robigus
Robigo (latino Robigus) è il dio romano della ruggine del grano, in onore del quale si compivano sacrifici lungo i campi coltivati, perché questi non fossero colpiti dalla malattia.

## Caratteristiche
Questa divinità venne percepita come maschile dagli autori più antichi (Varrone, Verrio Flacco e il suo epitomatore Festo) che parlano di un dio Robigus, mentre in età imperiale fu percepito come una dea, in quanto autori come Ovidio e Columella e i cristiani  Tertulliano, Lattanzio e Agostino parlano di una dea Robigo ("Robigine"). Probabilmente il cambiamento avvenne per far corrispondere il genere della divinità con quello del nome comune robigo che in latino è femminile e indica la ruggine.

## Festività
La sua festività, denominata Robigalia, si svolgeva il 25 aprile, nel periodo in cui le spighe del grano cominciano a formarsi. 